# 大畑漁港

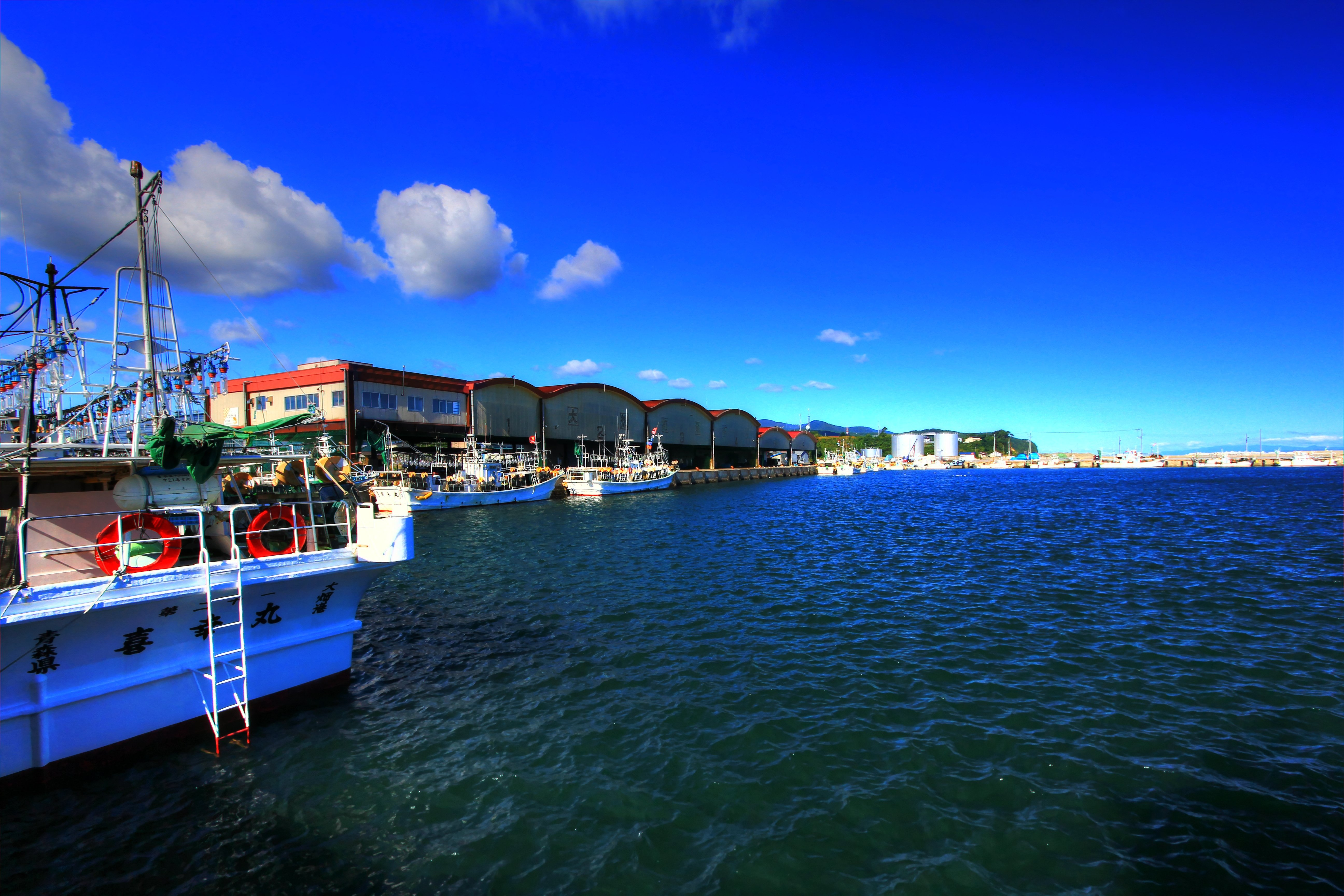
大畑漁港

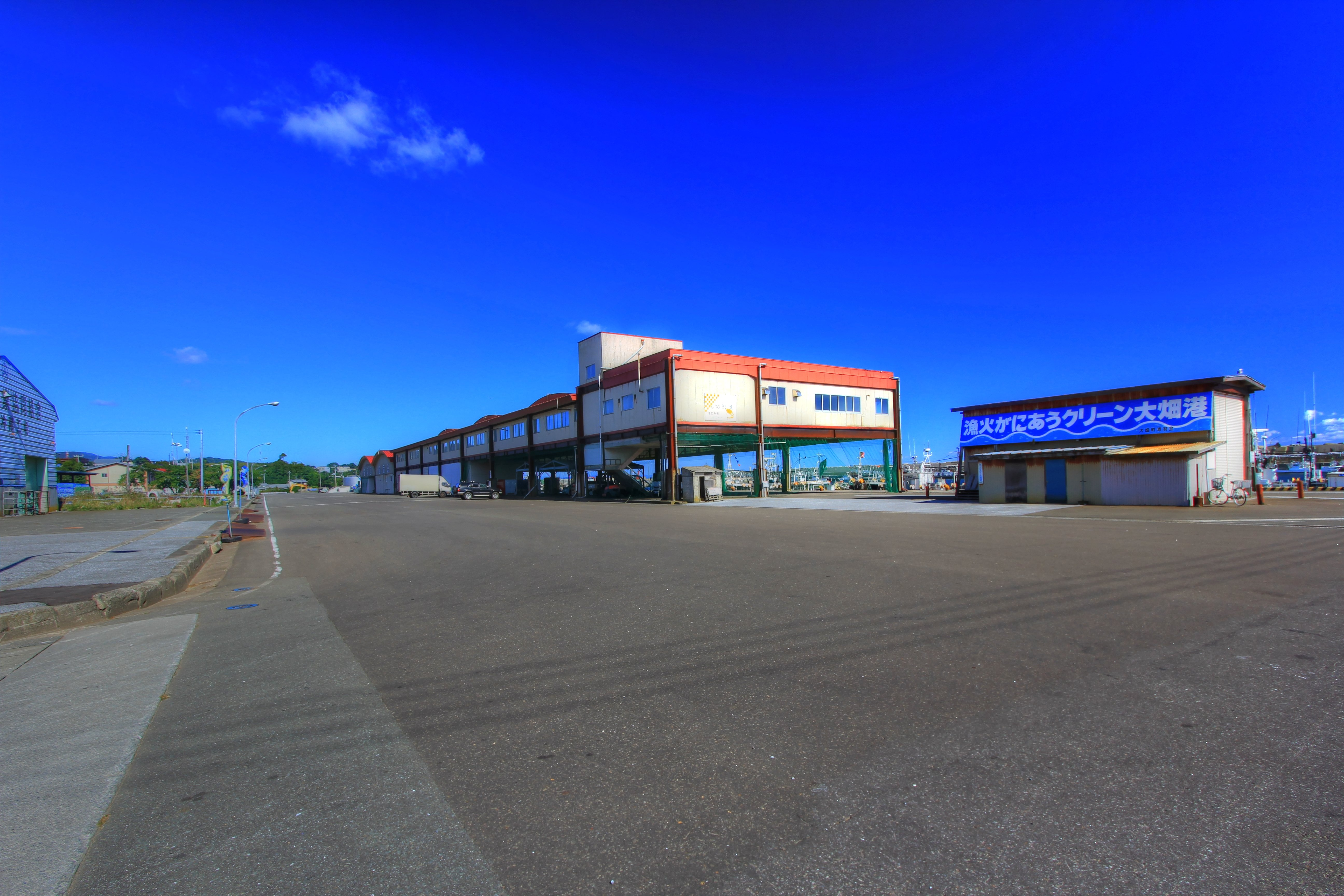
大畑町魚市場

大畑漁港（おおはたぎょこう）は、青森県むつ市大畑町にある第3種漁港である。津軽海峡に面している。

## 概要
- 管理者 - 青森県
- 漁業協同組合 - 大畑町
- 組合員数 - 534名（2001年（平成13年）12月）
- 漁港番号 - 1230040

## 沿革
- 1951年7月20日 - 第3種漁港に指定

## 漁業

### 主な漁業
- 釣り（イカ釣り）
- 定置網（小型）
- かご漁業
- 釣り（その他）

### 主な魚種
- イカ類
- タコ
- サケ
- ウニ

## 周辺
- 青森県道232号大畑港線
  - 国道279号